# Polecenie wypłaty
Polecenie wypłaty (przekaz) jest to bezwarunkowe polecenie dokonania wypłaty określonej kwoty pieniężnej wskazanej osobie fizycznej, prawnej lub jednostce organizacyjnej. Polecenie wypłaty przesyłane jest do banku zagranicznego lub innego banku w Polsce, z którym rozliczenia dokonywane są za pośrednictwem banku-korespondenta za pomocą rachunków Nostro, Loro. Środki mogą zostać pozostawione do dyspozycji odbiorcy w formie:
- wypłaty gotówki;
- uznania jego rachunku;
- doręczenia mu czeku w celu dalszej realizacji.

Dawniej polecenia wypłaty były przekazywane między bankami drogą telegraficzną lub pocztową. Obecnie polecenia wypłaty klientów przesyła się poprzez sieć telekomunikacyjną SWIFT w komunikatach MT103. Stąd polecenia wypłaty często potocznie nazywa się „przelewami SWIFT”.

## Zastosowanie
Polecenie wypłaty służy do regulowania zobowiązań wobec kontrahentów posiadających rachunki w bankach zagranicznych lub rachunki w walucie obcej w bankach krajowych. Polecenie wypłaty co do zasady jest nieuwarunkowane, a więc beneficjent otrzyma środki bez względu na to czy wywiąże się ze swoich zobowiązań wobec kupującego, a w szczególności czy dostarczy towar lub wyświadczy usługę o jakości zgodnej z zamówieniem. Zrealizowanego polecenia wypłaty zleceniodawca nie może cofnąć. Z tego względu polecenie wypłaty stosowane jest, gdy:
- kontrahentów łączą stałe, długie kontrakty handlowe;
- kwoty pieniężne nie są duże;
- terminy płatności przy transakcji nie są długie;
- brak jest kredytu kupieckiego.

## Strony w poleceniu wypłaty
Zleceniodawca – może nim być osoba fizyczna lub prawna, która zleca bankowi wypłatę określonej kwoty pieniężnej na rzecz wskazanej osoby, określając przy tym wszystkie szczegóły polecenia. W zależności od oferty banku, zlecenie może być złożone w formie elektronicznej lub papierowej.
Bank – przyjmuje dyspozycję dokonania polecenia wypłaty i działa na zlecenie i na rachunek zleceniodawcy, odpowiadając wobec niego jedynie za wykonanie polecenia według instrukcji zawartych w zleceniu. Do kompetencji banku należy również wybór banku-korespondenta ze szczególną starannością.
Bank pośredniczący – (korespondent zagraniczny) – otrzymuje on od banku krajowego zlecenie wykonania wypłaty. Działa ściśle według instrukcji otrzymanych z banku zleceniodawcy. Jeśli nie może wykonać polecenia zobowiązany jest natychmiast powiadomić o tym bank zleceniodawcy.
Odbiorca (beneficjent) – jest to osoba fizyczna lub prawna, której ma być wypłacona kwota przekazu. Osoba ta może przyjąć kwotę w całości, w części lub odmówić jej przyjęcia. Wszelkie zastrzeżenia i zapytania kieruje ona do zleceniodawcy.

## Koszty
Koszty realizacji polecenia wypłaty są dużo wyższe niż przelewu krajowego, ale relatywnie niskie w stosunku do innych transgranicznych form płatności, takich jak akredytywa czy inkaso dokumentowe. Każda instytucja pośrednicząca w realizacji przekazu może, zgodnie z umową, pobrać należne sobie opłaty i prowizje. To odróżnia polecenie wypłaty od rozliczania czeków, gdzie wszelkie koszty powstają tylko po stronie banku wysyłającego i odbierającego. Klient zlecający przekaz może zdecydować kto pokrywa część kosztów, wybierając jedną z opcji:
- OUR – wszystkie koszty pokrywa zleceniodawca przekazu;
- SHA – koszty należne bankowi wysyłającemu pokrywa zleceniodawca a pozostałe koszty pokrywa beneficjent;
- BEN – wszystkie koszty pokrywa beneficjent przekazu.

W przeciwieństwie do krajowych poleceń przelewu, poleceń wypłaty nie obsługuje żadna scentralizowana izba rozliczeniowa (ang. Automated Clearing House). Realizacją przekazu zajmują się same banki powiązane relacjami na zasadzie wzajemności. W zależności od trasy jaką idzie dany przekaz, pośredników może być bardzo wiele. Z tego względu całkowita wysokość kosztów nie zawsze jest przewidywalna dla klienta. Ponadto może dochodzić do niespodziewanych wielokrotnych przewalutowań, jeśli choć tylko jeden z pośredników nie posiada rachunku Nostro/Loro w takiej walucie w jakiej jest przekaz.